# Schloss Groß Küssow

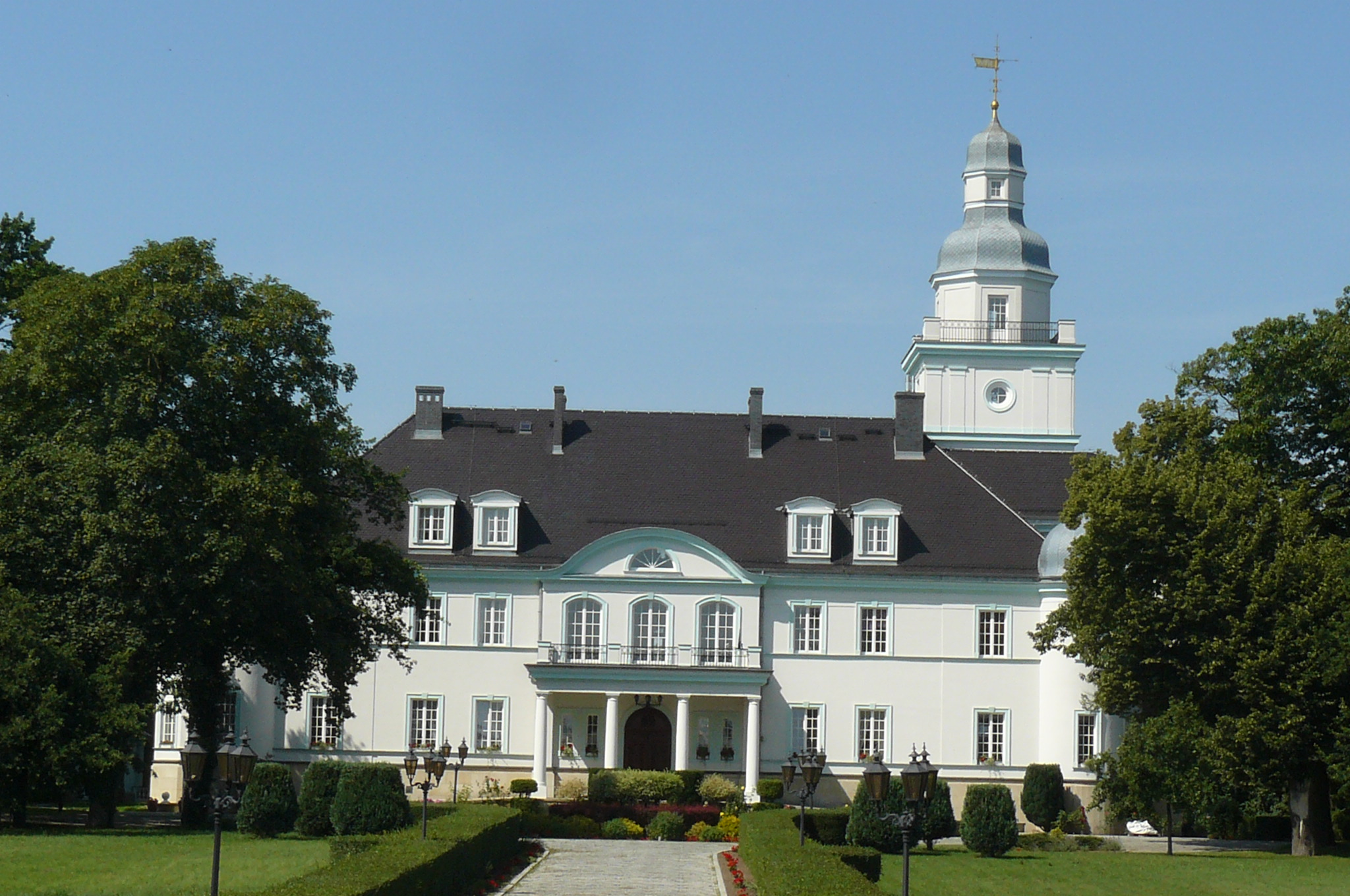
Schloss Groß Küssow

Schloss Groß Küssow (polnisch Pałac w Koszewie) ist ein Schloss im heute polnischen Koszewo in der Gmina Stargard, Woiwodschaft Westpommern.

## Geschichte
Unter den häufig wechselnden Besitzern des Gutes waren die Puttkamer, die den Schlossbau Mitte des 19. Jahrhunderts begannen. Die nächsten Besitzer waren die Seidler, die das Schloss in den Jahren 1914–1916 umbauten und ihm seine heutige Gestalt gaben. Während des Zweiten Weltkriegs war das Schloss in Besitz von Generalfeldmarschall Friedrich Paulus.

## Beschreibung
Der Bau im Stil des Neobarock steht auf rechteckigem Grundriss. Der Baukörper wird durch ein Paar zylindrischer Ecktürmchen an der Vorderseite, einem fünfeckigen einstöckigen Vorbau im Süden bereichert und von einem in den Baukörper eingelassenen Turm dominiert. Die Vorderfront ist durch einen dreiachsigen Risalit mit viersäuligem Portikus betont.

## Nachweise
- Koszewo Gross Kussow. In: www.polskiezabytki.pl. Abgerufen am 27. Juli 2023.
- Hubertus Neuschäffer: Schlösser und Herrensitze in Hinterpommern. Kommissionsverlag Gerhard Rautenberg, 1994, S. 97–98.